# برات‌آباد
برات‌آباد ، روستایی از توابع بخش قلندرآباد شهرستان فریمان در استان خراسان رضوی ایران است.

## جمعیت
این روستا در دهستان سفیدسنگ قرار دارد و براساس سرشماری مرکز آمار ایران در سال ۱۳۸۵، جمعیت آن ۱۹۷ نفر (۴۹خانوار) بوده‌است.